# Mali 2 (quartier)
Mali 2 est l'un des quartiers de la sous-préfecture de Mali, situé dans la préfecture de Mali en république de Guinée.

## Géographie

### Démographie
- En 2014, le district comptait 1 800 habitants selon les RGPH 2014[1].

## Energie
Mali 2 habite le barrage hydroélectrique de Sambagalou en construction depuis 2017,.